# Puccinellia jeholensis
Puccinellia jeholensis är en gräsart som beskrevs av Masao Kitagawa. Puccinellia jeholensis ingår i släktet saltgrässläktet, och familjen gräs. Inga underarter finns listade i Catalogue of Life.